# 8e Grammy Awards
De achtste editie van de jaarlijkse uitreiking van de Grammy Awards vond plaats op 15 maart 1966 in Los Angeles, Chicago en, voor de eerste keer, in Nashville. Met die laatste locatie werd het belang van de snel groeiende markt voor country & western muziek erkend. NIet voor niets was het jaar daarvoor het aantal categorieën in de country & western muziek al uitgebreid van één naar vijf.
Die erkenning was wel op zijn plaats, want het was in 1966 een country-zanger die er met de meeste Grammy's vandoor ging: Roger Miller won zes Grammy's. Een jaar eerder had hij al vijf keer gewonnen.
Naast Miller (met vijf Grammy's voor zijn single King of the Road, plus een zesde voor zijn album The Return of Roger Miller) waren Herb Alpert en Anita Kerr de grote winnaars, met elk drie onderscheidingen. Alpert won onder meer de prestigieuze Record of the Year categorie voor het nummer "A Taste of Honey". Dat liedje won vier Grammy's, als Record of the Year, beste arrangement, beste instrumentale uitvoering en beste techniek.
De vijf Grammy's voor King of the Road zijn overigens een record; nooit heeft één liedje zoveel Grammy's gewonnen op één avond. Bovendien zijn zes Grammy's de beste score die een country-artiest ooit heeft behaald.
Anita Kerr won met haar zanggroep Grammy's in de categorieën Best Pop Performance (groep), Best Contemporary Recording (groep) en Best Gospel Recording.
Twee artiesten wonnen twee Grammy's: Frank Sinatra en componist Johnny Mandel. Sinatra kreeg ze voor September of my Years (Album of the Year) en voor het nummer It Was A  Very Good Year (Best Pop Vocal Performance). Het album won een extra Grammy voor beste hoestekst, terwijl It Was A Very Good Year ook werd onderscheiden voor beste arrangement. Frank was de eerste artiest die twee keer de titel Album of the Year binnensleepte; hij won deze categorie ook al in 1959 met Come Dance With Me
Johnny Mandel won twee songschrijvers-awards, voor muziek uit de film The Sandpiper. Het liedje The Shadow of Your Smile won een Grammy voor Song of the Year, terwijl de complete filmmuziek de Grammy won voor beste tv- of filmsoundtrack.
Barbra Streisand won haar derde opeenvolgende Grammy in de categorie Best Vocal Performance (zangeres), terwijl Leontyne Price haar vierde Grammy in vijf jaar won voor beste zangeres in het klassieke repertoire (ze zou na 1966 deze Grammy nog eens negen keer winnen).
In 1966 kreeg de eigentijdse rock-'n-roll eindelijk een uitgebreidere plek in de Grammy ceremonie. De pop-categorieën werden uitgebreid met de Best Contemporary (R&R) Performance voor zanger, zangeres en groep. 'R&R' duidde op rock-'n-roll, maar echte rockplaten waren het (nog) niet die in het eerste jaar van deze categorieën de prijzen wonnen. Het ging vooral om contemporary (=eigentijdse), moderne muziek die anders was dan de nogal traditionele pop(ulaire) muziek die in de pop-categorieën werd onderscheiden.

## Winnaars

### Algemeen
- Record of the Year
  - "A Taste of Honey" - Herb Alpert & The Tijuana Brass (uitvoerenden), Jerry Moss (producer)

Noot: Vanaf 1966 werd in deze categorie ook een Grammy uitgereikt aan de producer(s) van de winnende opname
- Song of the Year
  - Johnny Mandel & Paul Francis Webster (componisten) voor "The Shadow of your Smile", uitgevoerd door Tony Bennett
- Album of the Year
  - "September Of My Years" - Frank Sinatra (artiest); Sonny Burke (producer)

Noot: Vanaf 1966 werd in deze categorie ook een Grammy uitgereikt aan de producer(s) van de winnende opname
- Best New Artist
  - Tom Jones

### Pop
- Best Vocal Performance (zangeres)
  - "My Name Is Barbra" - Barbra Streisand
- Best Vocal Performance (zanger)
  - "It Was A Very Good Year" - Frank Sinatra
- Best Vocal Performance (groep)
  - "I Really Want To Know You" - Anita Kerr Quartette
- Best Performance by a Chorus (koor)
  - "Anyone For Mozart?" - Ward Swingle (dirigent), uitgevoerd door The Swingle Singers
- Best Instrumental Performance
  - "A Taste of Honey" - Herb Alpert & the Tijuana Brass
- Best Contemporary (Rock-'n-Roll) Vocal Performance (zangeres) (Beste uitvoering van een eigentijds/rock 'n roll-nummer)
  - "I Know a Place" - Petula Clark
- Best Contemporary (Rock-'n-Roll) Vocal Performance (zanger) ( Beste uitvoering van een eigentijds/rock 'n roll-nummer)
  - "King of the Road" - Roger Miller
- Best Contemporary (Rock-'n-Roll) Vocal Performance (groep)
  - "I Really Want To Know You" - Anita Kerr Quartette
- Best Contemporary (Rock-'n-Roll) Single
  - "King of the Road" - Roger Miller

### Country
- Best Country & Western Performance (zangeres)
  - "Queen of the House" - Jody Miller
- Best Country & Western Performance (zanger)
  - "King of the Road" - Roger Miller
- Best Country & Western Single
  - "King of the Road" - Roger Miller
- Best Country & Western Album
  - "The Return of Roger Miller" - Roger Miller
- Best Country & Western Song
  - Roger Miller (componist) voor King of the Road)
- Best New Country & Western Artist
  - The Statler Brothers

### R&B
- Best Rhythm and Blues Recording
  - "Papa's Got A Brand New Bag" - James Brown

### Folk
- Best Folk Recording
  - "An Evening With Makeba/Belafonte" - Harry Belafonte & Miriam Makeba

### Gospel
- Best Gospel Recording
  - "Southland Favorites" - Anita Kerr & George Beverley Shea

### Jazz
- Best Instrumental Jazz Performance (kleine bezetting, al dan niet met solist)
  - "The 'In'Crowd" - Ramsey Lewis Trio
- Best Instrumental Jazz Performance (grote bezetting)
  - "Ellington '66" - Duke Ellington
- Best Original Jazz Composition
  - Lalo Schifrin (componist) voor "Jazz Suite on the Mass Texts", uitgevoerd door Paul Horn

### Klassieke muziek
Alleen de vetgedrukte namen ontvingen een Grammy Award.
- Best Classical Performance (orkest)
  - "Ives: Symphony No. 4" - Leopold Stokowski & The American Symphony Orchestra
- Best Classical Performance (vocale solist[e])
  - "Strauss: Salome (Dance of the Seven Veils, Interlude, Final Scene)/The Egyptian Helen (Awakening Scene)" - Leontyne Price (soliste), Erich Leinsdorf (dirigent) & The Boston Symphony Orchestra
- Best Opera Recording
  - "Berg: Wozzeck" - Karl Böhm (dirigent); Dietrich Fischer-Dieskau, Evelyn Lear & Fritz Wunderlich (solisten) & the German Opera Orchestra & Chorus
- Best Classical Performance (koor)
  - "Stravinsky: Symphony of Psalms/Poulenc: Gloria" - Robert Shaw (dirigent); The Robert Shaw Choral & The RCA Victor Symphony Orchestra
- Best Classical Performance (instrumentale solist zonder orkestbegeleiding)
  - "Horowitz at Carnegie Hall - An Historic Return" - Vladimir Horowitz
- Best Classical Performance (instrumentale solist met orkestbegeleiding)
  - "Beethoven: Piano Concerto No. 4 in G" - Arthur Rubinstein (solist), Erich Leinsdorf (dirigent) & The Boston Symphony Orchestra
- Best Classical Performance (kamermuziek)
  - "Bartók: The Six Strings Quartets" - Juilliard String Quartet
- Best Composition by a Contemporary Classical Composer
  - Charles Ives voor "Ives: Symphony No. 4", Leopold Stokowski (dirigent)

### Kinderrepertoire
- Best Recording for Children
  - "Dr. Seuss Presents: 'Fox in Sox' and 'Green Eggs and Ham'" - Marvin Miller

### Comedy
- Best Comedy Recording
  - "Why Is There Air?" - Bill Cosby

### Composing & Arranging (Compositie & Arrangementen)
- Best Original Score Written for a Motion Picture or TV Show (Beste originele muziek voor een film of tv-show)
  - Johnny Mandel (componist) voor "The Sandpiper", uitgevoerd door The Robert Ambruster Orchestra
- Best Instrumental Arrangement
  - Herb Alpert (arrangeur) voor "A Taste of Honey", uitgevoerd door Herb Alpert & The Tijuana Brass
- Best Arrangement Accompanying a Vocalist or Instrumentalist (Beste arrangement voor begeleidende muziek voor zanger[es] of instrumentalist)
  - Gordon Jenkins (arrangeur) voor "It Was A Very Good Year", uitgevoerd door Frank Sinatra

### Musical
- Best Score From an Original Cast Show Album (Beste muziek uit een musical, uitgevoerd door de originele cast)
  - Alan J. Lerner & Burton Lane (componisten) voor "On A Clear Day"

### Hoezen
- Best Album Cover (ontwerp)
  - Georges Estes (ontwerp) & James Alexander (grafisch artiest) voor "Bartók: Concerto No. 2 for Violin/Stravinsky: Concerto for Violin" (uitvoerenden: Joseph Silverstein & Erich Leinsdorf)
- Best Album Cover (fotografie)
  - Robert M. Jones (ontwerp) & Kevin Whitmore (fotografie) voor "Jazz Suite on the Mass Texts", uitgevoerd door Paul Horn
- Best Album Notes (Beste hoestekst)
  - Stan Comyn (schrijver) voor "September Of My Years", uitgevoerd door Frank Sinatra

### Production & Engineering (Productie & Techniek)
- Best Engineered Recording (Non-Classical) (Beste techniek op een niet-klassiek album)
  - Larry Levine (technicus) voor "A Taste of Honey", uitgevoerd door Herb Alpert & The Tijuana Brass
- Best Engineered Recording, Classical (Beste techniek op een klassiek album)
  - Fred Plaut (technicus) voor "Horowitz at Carnegie Hall - An Historic Return", uitgevoerd door Vladimir Horowitz

### Gesproken Woord
- Best Spoken Word Recording
  - "John F. Kennedy - As We Remember Him" - Goddard Lieberson (producer)